# Associazione Calcio Femminile Milan 2003-2004
Questa voce raccoglie le informazioni riguardanti la Associazione Calcio Femminile Milan nelle competizioni ufficiali della stagione 2003-2004.

## Rosa
Rosa aggiornata alla fine della stagione.
| N. |                   | Ruolo | Calciatrice         |
| -- | ----------------- | ----- | ------------------- |
|    | Italia (bandiera) | C     | Ambra Balducci      |
|    | Italia (bandiera) | D     | Maruska Bernardi    |
|    | Italia (bandiera) | D     | Gaia Brunelli       |
|    | Italia (bandiera) | D     | Barbara Bruscaini   |
|    | Italia (bandiera) | A     | Caprera             |
|    | Italia (bandiera) | C     | Emmanuela Celentano |
|    | Italia (bandiera) | A     | Isabella Costanzo   |
|    | Italia (bandiera) | D     | Elena Del Gaudio    |
|    | Italia (bandiera) | P     | Monica Di Bernardo  |

| N. |                   | Ruolo | Calciatrice        |
| -- | ----------------- | ----- | ------------------ |
|    | Italia (bandiera) | C     | Federica Laddaga   |
|    | Italia (bandiera) | C     | Sara Lanzarin      |
|    | Italia (bandiera) | C     | G. Muzzi           |
|    | Italia (bandiera) | A     | Patrizia Panico    |
|    | Italia (bandiera) | D     | Marinella Piolanti |
|    | Italia (bandiera) | D     | Sonia Quitadamo    |
|    | Italia (bandiera) | A     | Roberta Ulivi      |
|    | Italia (bandiera) | D     | Francesca Valetto  |
|    | Italia (bandiera) | A     | Annalisa Zambetta  |

## Calciomercato

### Sessione estiva
| Acquisti | Acquisti         | Acquisti                 | Acquisti   |
| R.       | Nome             | da                       | Modalità   |
| -------- | ---------------- | ------------------------ | ---------- |
| D        | Maruska Bernardi | Letti Cosatto Tavagnacco | svincolata |

| Cessioni | Cessioni | Cessioni | Cessioni |
| R.       | Nome     | a        | Modalità |
| -------- | -------- | -------- | -------- |
|          |          |          |          |

### Sessione invernale
| Acquisti | Acquisti        | Acquisti           | Acquisti   |
| R.       | Nome            | da                 | Modalità   |
| -------- | --------------- | ------------------ | ---------- |
| A        | Patrizia Panico | A.D. Decimum Lazio | svincolata |

| Cessioni | Cessioni | Cessioni | Cessioni |
| R.       | Nome     | a        | Modalità |
| -------- | -------- | -------- | -------- |
|          |          |          |          |

## Risultati

### Serie A

#### Girone di andata
| Triginto, Mediglia 13 settembre 2003, ore 15:00 CEST 1ª giornata | ACF Milan | 3 – 1 | Reggiana | Campo comunale |

| Sassari 20 settembre 2003, ore 16:00 CEST 2ª giornata | Torres Terra Sarda | 0 – 0 referto | ACF Milan | Stadio Vanni Sanna\| Arbitro: \| Sassu (Alghero) \| |
| Arbitro:                                              | Sassu (Alghero)    |               |           |                                                     |

| Triginto, Mediglia 4 ottobre 2003, ore 15:30 CEST 3ª giornata | ACF Milan | 0 – 4 | Foroni Verona | Campo comunale |

| Roma 11 ottobre 2003, ore 15:30 CEST 4ª giornata | A.D. Decimum Lazio | 1 – 0 referto | ACF Milan | Stadio Flaminio (ca. 500 spett.) |
| \| \| \| \| \| Boni 2t’ \| Marcatori \| \|       |                    |               |           |                                  |
|                                                  |                    |               |           |                                  |
| Boni 2t’                                         | Marcatori          |               |           |                                  |

| Arbitro: | Abruzzese (Brindisi) |

|  |           |                 |
|  | Marcatori | 83’ De Vincenzo |

| 8 novembre 2003, ore 15:30 CET 6ª giornata | Torino | 1 – 2 | ACF Milan |  |

| 15 novembre 2003, ore 14:30 CET 7ª giornata | ACF Milan | 1 – 0 | Bardolino Verona 83 |  |

| 22 novembre 2003, ore 14:30 CET 8ª giornata | Vallassinese Holcim | 0 – 2 | ACF Milan |  |

| 29 novembre 2003, ore 14:30 CEST 9ª giornata | ACF Milan | 3 – 1 | Bergamo R |  |

| Arbitro: | Arcangioli (Viareggio) |

|  |           |           |
|  | Marcatori | 30’ Ulivi |

| Arbitro: | Pallabazzer (Torino) |

|                       |           |  |
| Ulivi 5’ Costanzo 69’ | Marcatori |  |

22 dicembre 2003, 12ª giornata: il Milan riposa.
| Como 10 gennaio 2004, ore 14:30 CET 13ª giornata | Como 2000 | 0 – 1 | ACF Milan | Centro sportivo comunale Belvedere |

#### Girone di ritorno
| 17 gennaio 2004, ore 14:30 CET 14ª giornata | Reggiana | 0 – 1 | ACF Milan |  |

| Arbitro: | Sguizzato (Verona) |

|           |           |                |
| Ulivi 81’ | Marcatori | 42’ Colasuonno |

| Verona 31 gennaio 2004, ore 14:30 CET 16ª giornata | Foroni Verona | 3 – 0 | ACF Milan |  |

| 7 febbraio 2004, ore 14:30 CET 17ª giornata | ACF Milan | 2 – 0 | A.D. Decimum Lazio |  |

| Arbitro: | Bergantino (Collegno) |

|                             |           |  |
| Stracchi 41’, 75’ Greco 68’ | Marcatori |  |

| 28 febbraio 2004, ore 15:00 CET 19ª giornata | ACF Milan | 4 – 1 | Torino |  |

| Calmasino, Bardolino 6 marzo 2004, ore 15:00 CET 20ª giornata | Bardolino Verona 83 | 0 – 1 | ACF Milan | Stadio comunale Belvedere |

| 20 marzo 2004, ore 15:00 CET 21ª giornata | ACF Milan | 2 – 0 | Vallassinese Holcim |  |

| 27 marzo 2004, ore 15:00 CET 22ª giornata | Bergamo R | 2 – 1 | ACF Milan |  |

| Arbitro: | Boglione (Pordenone) |

|                         |           |                      |
| Bologna 34’ Bucovaz 90’ | Marcatori | 25’ Ulivi 39’ Panico |

3 maggio 2004, 25ª giornata: il Milan riposa.
| 8 maggio 2004, ore 16:00 CEST 26ª giornata | ACF Milan | 4 – 0 | Como 2000 |  |

### Coppa Italia
| 4 gennaio 2004, ore 14:30 CET Quarto turno | Cervia | 0 – 1 | ACF Milan |  |

| 14 febbraio 2004, ore 14:30 CET Quinto turno | ACF Milan | 1 – 0 | Bardolino Verona 83 |  |

| 8 aprile 2004, ore 15:00 CEST Quarti di finale | Torino               | 0 – 0 (d.t.s.) | ACF Milan |  |
| \| \| \| \| \| \| Tiri di rigore 4 – 5 \| \|   |                      |                |           |  |
|                                                |                      |                |           |  |
|                                                | Tiri di rigore 4 – 5 |                |           |  |

| Arbitro: | Di Bianca (Aprilia) |

|                                                            |           |                       |
| Guarino 21’, 47’ (rig.), 70’ Conti 42’ Pedersen 80’, 90+3’ | Marcatori | 7’ Ulivi 15’ Zambetta |

| Arbitro: | Vanoli (Novara) |

|  |           |                |
|  | Marcatori | 36’ Colasuonno |

## Statistiche

### Statistiche di squadra
| Competizione | Punti | In casa | In casa | In casa | In casa | In casa | In casa | In trasferta | In trasferta | In trasferta | In trasferta | In trasferta | In trasferta | Totale | Totale | Totale | Totale | Totale | Totale | DR  |
| Competizione | Punti | G       | V       | N       | P       | Gf      | Gs      | G            | V            | N            | P            | Gf           | Gs           | G      | V      | N      | P      | Gf     | Gs     | DR  |
| ------------ | ----- | ------- | ------- | ------- | ------- | ------- | ------- | ------------ | ------------ | ------------ | ------------ | ------------ | ------------ | ------ | ------ | ------ | ------ | ------ | ------ | --- |
| Serie A      | 48    | 12      | -       | -       | -       | -       | -       | 12           | -            | -            | -            | -            | -            | 24     | 15     | 3      | 6      | 35     | 21     | +14 |
| Coppa Italia | -     | 2       | 1       | 0       | 1       | 1       | 1       | 3            | 1            | 1            | 1            | 3            | 6            | 5      | 2      | 1      | 2      | 4      | 7      | -3  |
| Totale       | -     | 12      | -       | -       | -       | -       | -       | 14           | -            | -            | -            | -            | -            | 29     | 17     | 4      | 8      | 39     | 28     | +11 |

### Andamento in campionato
| Giornata  | 1 | 2 | 3 | 4 | 5 | 6 | 7 | 8 | 9 | 10 | 11 | 12 | 13 | 14 | 15 | 16 | 17 | 18 | 19 | 20 | 21 | 22 | 23 | 24 | 25 | 26 |
| --------- | - | - | - | - | - | - | - | - | - | -- | -- | -- | -- | -- | -- | -- | -- | -- | -- | -- | -- | -- | -- | -- | -- | -- |
| Luogo     | C | T | C | T | C | T | C | T | C | T  | C  | -  | T  | T  | C  | T  | C  | T  | C  | T  | C  | T  | C  | T  | -  | C  |
| Risultato | V | N | P | P | P | V | V | V | V | V  | V  | -  | V  | V  | N  | P  | V  | P  | V  | V  | V  | P  | V  | P  | -  | N  |
| Posizione |   |   |   |   |   | 7 |   |   |   |    |    | -  | 3  | 3  | 3  | 3  | 3  | 3  | 3  | 3  | 3  | 3  | 3  | 3  | 3  | 3  |

Legenda:

Luogo: C = Casa; T = Trasferta. Risultato: V = Vittoria; N = Pareggio; P = Sconfitta.

### Statistiche delle giocatrici
| Giocatore      | Serie A  | Serie A | Serie A     | Serie A    | Coppa Italia | Coppa Italia | Coppa Italia | Coppa Italia | Totale   | Totale | Totale      | Totale     |
| Giocatore      | Presenze | Reti    | Ammonizioni | Espulsioni | Presenze     | Reti         | Ammonizioni  | Espulsioni   | Presenze | Reti   | Ammonizioni | Espulsioni |
| -------------- | -------- | ------- | ----------- | ---------- | ------------ | ------------ | ------------ | ------------ | -------- | ------ | ----------- | ---------- |
| A. Balducci    | ?        | ?       | ?           | ?          | ?            | ?            | ?            | ?            | ?        | ?      | ?           | ?          |
| M. Bernardi    | ?        | ?       | ?           | ?          | ?            | ?            | ?            | ?            | ?        | ?      | ?           | ?          |
| G. Brunelli    | ?        | ?       | ?           | ?          | ?            | ?            | ?            | ?            | ?        | ?      | ?           | ?          |
| B. Bruscaini   | ?        | ?       | ?           | ?          | ?            | ?            | ?            | ?            | ?        | ?      | ?           | ?          |
| ?. Caprera     | ?        | ?       | ?           | ?          | ?            | ?            | ?            | ?            | ?        | ?      | ?           | ?          |
| E. Celentano   | ?        | ?       | ?           | ?          | ?            | ?            | ?            | ?            | ?        | ?      | ?           | ?          |
| I. Costanzo    | ?        | ?       | ?           | ?          | ?            | ?            | ?            | ?            | ?        | ?      | ?           | ?          |
| E. Croce       | ?        | 8       | ?           | ?          | ?            | ?            | ?            | ?            | ?        | 8+     | ?           | ?          |
| E. Del Gaudio  | ?        | ?       | ?           | ?          | ?            | ?            | ?            | ?            | ?        | ?      | ?           | ?          |
| M. Di Bernardo | ?        | -?      | ?           | ?          | ?            | ?            | ?            | ?            | ?        | 0+     | ?           | ?          |
| F. Illiano     | ?        | 8       | ?           | ?          | ?            | ?            | ?            | ?            | ?        | 8+     | ?           | ?          |
| F. Laddaga     | ?        | ?       | ?           | ?          | ?            | ?            | ?            | ?            | ?        | ?      | ?           | ?          |
| S. Lanzarin    | ?        | ?       | ?           | ?          | ?            | ?            | ?            | ?            | ?        | ?      | ?           | ?          |
| G. Muzzi       | ?        | ?       | ?           | ?          | ?            | ?            | ?            | ?            | ?        | ?      | ?           | ?          |
| P. Panico      | 22       | 9       | ?           | ?          | ?            | ?            | ?            | ?            | 22+      | 9+     | ?           | ?          |
| M. Piolanti    | ?        | ?       | ?           | ?          | ?            | ?            | ?            | ?            | ?        | ?      | ?           | ?          |
| S. Quitadamo   | ?        | ?       | ?           | ?          | ?            | ?            | ?            | ?            | ?        | ?      | ?           | ?          |
| R. Ulivi       | ?        | 9       | ?           | ?          | ?            | ?            | ?            | ?            | ?        | 9+     | ?           | ?          |
| F. Valetto     | ?        | ?       | ?           | ?          | ?            | ?            | ?            | ?            | ?        | ?      | ?           | ?          |
| A. Zambetta    | ?        | ?       | ?           | ?          | ?            | ?            | ?            | ?            | ?        | ?      | ?           | ?          |